# Anotogaster sakaii
Anotogaster sakaii е вид водно конче от семейство Cordulegastridae.

## Разпространение
Видът е разпространен в Китай (Юннан).